# Gattico-Veruno
Gattico-Veruno ist eine italienische Gemeinde (comune) mit 5250 Einwohnern (Stand 31. Dezember 2023) in der Provinz Novara, Region Piemont.

## Geographie
Die Gemeinde liegt in Luftlinie etwa 30 km nördlich von Novara im Alpenvorland auf 383 m s.l.m. zwischen dem nordöstlich gelegenen Lago Maggiore und dem nordwestlich gelegenen Lago d’Orta. Die Gemeinde besteht aus den Fraktionen Gattico, Maggiate Inferiore, Maggiate Superiore, Revislate und Veruno. Der Gemeindesitz liegt in Gattico. 

## Geschichte
Die Gemeinde Gattico-Veruno entstand mit 1. Januar 2019 aus dem Zusammenschluss der beiden Gemeinden Gattico und Veruno. Zuvor hatten sich die Wahlberechtigten der beiden Gemeinden in einem Referendum im November gegen einen Zusammenschluss ausgesprochen. Die Regionalverwaltung setzte sich über das nicht bindende Abstimmungsergebnis hinweg und begründete dies mit der geringen Wahlbeteiligung von 36 %, die als nicht repräsentativ angesehen wurde.